# Hoek van Holland Haven (Metro de Roterdão)
Hoek van Holland Haven é uma estação da linha B do metro de Roterdão. A estação localiza-se no porto de Hoek van Holland, um porto importante para serviços de balsas de longa duração.
Antes de 2017, a estação de Hoek van Holland Haven era uma estação ferroviária, que servia a linha de Hoek van Holland. Nesse ano, iniciou-se o processo de conversão da ferrovia pesada em metropolitano. A nova linha abriu em 2019, com a nova estação de Hoek van Holland Haven colocada temporariamente no local da antiga. Após mais uma localização temporária, o local definitivo da estação foi aberto em 2023, coincidente com a abertura da expansão até à praia, com a estação de Hoek van Holland Strand.